# Eilicrinia tritomata
Eilicrinia tritomata là một loài bướm đêm trong họ Geometridae.